# Prueba del indol
La prueba del indol es una prueba bioquímica realizada en especies bacterianas para determinar la habilidad del organismo de liberar indol del aminoácido triptófano. Esta división molecular es lograda por una serie de enzimas intracelulares diferentes, un sistema que en conjunto se le llama con frecuencia triptofanasa.

Se genera el indol por una desaminación reductiva del triptófano via la molécula intermediaria ácido indolpirúvico. Las triptofanasas catalizan la reacción de desaminación, durante el cual se remueve el grupo amino (NH2) de la molécula de triptófano. Los productos finales de la reacción son el indol, ácido pirúvico, amoníaco (NH3) y energía. Como coenzima de la reacción se requiere al fosfato de piridoxal.

## Procedimiento
Tal como ocurre con muchas pruebas bioquímicas, los resultados de una prueba de indol se indican con el cambio de color que sigue a la reacción. El cultivo bacteriano puro debe ser sembrado en un caldo con triptofano o peptona estériles o ambos por 24 a 48 horas antes de realizar la prueba. Luego de la incubación, se añaden cinco gotas de reactivo de Kovacs para indol (alcohol isoamílico, p-dimetilaminobenzaldehído y ácido clorhídrico concentrado) al caldo del cultivo.
Una variante de la prueba se realiza usando el reactivo de Ehrlich (usando alcohol etílico en lugar del alcohol isoamilo, desarrollado por Paul Ehrlich), en especial si se tiene un organismo que no sea fermentador y en organismo anaeróbico.
Este reactivo lleva el mismo nombre que el reactivo para la prueba de oxidasa, aunque no debe confundirse, ya que su formulación química es totalmente diferente, por ello se diferencian haciendo mención a la prueba para la que son utilizados, como reactivo de Kovacs para oxidasa (diclorhidrato de tetrametil-p-fenilendiamina) y reactivo de Kovacs para indol (alcohol isoamílico, p-dimetilaminobenzaldehído y HCl concentrado).
Los resultados positivos originan anillos de Liesegang de un color rojo o rojo-violeta en la superficie de la capa de alcohol en el cultivo. Un resultado negativo se muestra amarillo. Un resultado variable puede ocurrir cuando se muestra un color anaranjado. Ello es debido a la presencia de escatol, también conocido como metil-indol o indol metilado, otro posible producto de la degradación del triptófano.

## Bacterias indol positivas

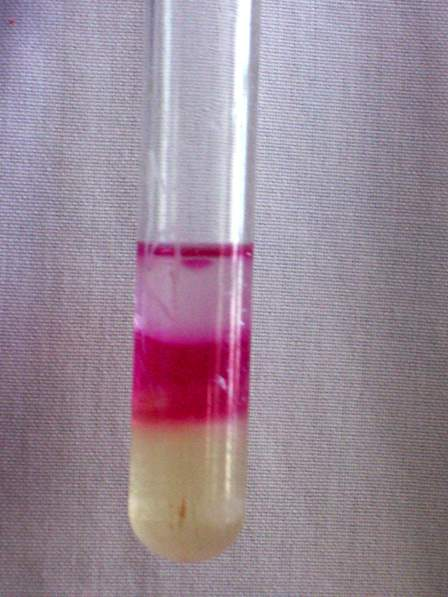
Resultado positivo para prueba de Indol

Las bacterias que resultan indol positivas al romper el indol del triptófano, incluyen:
- Aeromonas hydrophila, Aeromonas punctata,
- Bacillus alvei,
- La mayoría de los Citrobacter spp.,
- Edwardsiella spp.,
- Escherichia coli,
- Flavobacterium spp.,
- Haemophilus influenzae,
- La mayoría de los Proteus spp. (excepto P. mirabilis),
- Klebsiella oxytoca
- Plesiomonas shigelloides,
- Pasteurella multocida, Pasteurella pneumotropica, y
- Vibrio spp.
- Staphylococcus aureus

## Bacterias indol negativas
Las bacterias que generan un indol negativo en esta prueba, incluyen:
- Actinobacillus spp.,
- Aeromonas salmonicida,
- Alcaligenes spp.,
- La mayoría de los Bacillus spp.,
- Bordetella spp.,
- Enterobacter spp.,
- La mayoría de los Haemophilus spp.,
- La mayoría de los Klebsiella spp.,
- Neisseria spp.,
- Pasteurella haemolytica, Pasteurella ureae,
- Proteus mirabilis,
- Pseudomonas spp.,
- Salmonella spp.,
- Serratia spp.,
- Yersinia spp.
- Cedecea spp.
- Clostridium perfringens